# 科摩罗人民民主联盟
科摩罗人民民主联盟（法語：Rassemblement Démocratique des Peuples Comoriens，缩写为RDPC）是科摩罗历史上的一个政党。
该党成立于1968年，以大科摩罗岛为根据地。该党被称为“白党”，因为它在选举中使用白色选票。1975年7月6日，科摩罗从法国独立，国号为“科摩罗国”。同年8月3日，该党依靠鲍勃·德纳尔领导的法国僱傭兵，推翻艾哈迈德·阿卜杜拉政府，夺取政权。该党领导人赛义德·穆罕默德·贾法尔和阿里·萨利赫先后担任国家元首。该党执政期间，推行一种混合毛主义和伊斯兰哲学的社会主义政策。1978年5月13日，前政府主席艾哈迈德·阿卜杜拉依靠鲍勃·德纳尔领导的法国僱傭兵，卷土重来，推翻萨利赫政府，该党随即瓦解。不久，新政府改国名为“科摩罗伊斯兰联邦共和国”，并将萨利赫处决。